# 중화인민공화국의 행정 구역 코드 번호 (1구역)
이 문서는 중화인민공화국 화북 지방의 행정 구역 코드 번호이다.

## 코드 번호 체계

### 베이징시: 110000
- 시할구 : 110100
  - 둥청구 : 110101
  - 시청구 : 110102
  - 차오양구 : 110105
  - 펑타이구 : 110106
  - 스징산구 : 110107
  - 하이뎬구 : 110108
  - 먼터우거우구 : 110109
  - 팡산구 : 110111
  - 퉁저우구 : 110112
  - 순이구 : 110113
  - 창핑구 : 110114
  - 다싱구 : 110115
  - 화이러우구 : 110116
  - 핑구구 : 110117
  - 미윈구 : 110118
  - 옌칭구 : 110119

### 톈진시: 120000
- 시할구 : 120100
  - 허핑구 : 120101
  - 허둥구 : 120102
  - 허시구 : 120103
  - 난카이구 : 120104
  - 허베이구 : 120105
  - 훙차오구 : 120106
  - 둥리구 : 120110
  - 시칭구 : 120111
  - 진난구 : 120112
  - 베이천구 : 120113
  - 우칭구 : 120114
  - 바오디구 : 120115
  - 빈하이 신구 : 120116
  - 닝허구 : 120117
  - 징하이구 : 120118
  - 지저우구 : 120119

### 허베이성: 130000
- 스자좡시 : 130100
  - 시할구 : 130101
  - 창안구 : 130102
  - 차오시구 : 130104
  - 신화구 : 130105
  - 징싱 광구 : 130107
  - 위화구 : 130108
  - 가오청구 : 130109
  - 루취안구 : 130110
  - 롼청구 : 130111
  - 징싱현 : 130121
  - 정딩현 : 130123
  - 싱탕현 : 130125
  - 링수현 : 130126
  - 가오이현 : 130127
  - 선쩌현 : 130128
  - 잔황현 : 130129
  - 우지현 : 130130
  - 핑산현 : 130131
  - 위안스현 : 130132
  - 자오현 : 130133
  - 신지시 : 130181
  - 진저우시 : 130183
  - 신러시 : 130184
- 탕산시 : 130200
  - 시할구 : 130201
  - 루난구 : 130202
  - 루베이구 : 130203
  - 구예구 : 130204
  - 카이핑구 : 130205
  - 펑난구 : 130207
  - 펑룬구 : 130208
  - 차오페이뎬구 : 130209
  - 롼난현 : 130224
  - 라오팅현 : 130225
  - 첸시현 : 130227
  - 위톈현 : 130229
  - 쭌화시 : 130281
  - 첸안시 : 130283
  - 롼저우시 : 130284
- 친황다오시 : 130300
  - 시할구 : 130301
  - 하이강구 : 130302
  - 산하이관구 : 130303
  - 베이다이허구 : 130304
  - 푸닝구 : 130306
  - 칭룽 만족 자치현 : 130321
  - 창리현 : 130322
  - 루룽현 : 130324
- 한단시 : 130400
  - 시할구 : 130401
  - 한산구 : 130402
  - 충타이구 : 130403
  - 푸싱구 : 130404
  - 펑펑 광구 : 130406
  - 페이샹구 : 130407
  - 융녠구 : 130408
  - 린장현 : 130423
  - 청안현 : 130424
  - 다밍현 : 130425
  - 서현 : 130426
  - 츠현 : 130427
  - 추현 : 130430
  - 지쩌현 : 130431
  - 광핑현 : 130432
  - 관타오현 : 130433
  - 웨이현 : 130434
  - 취저우현 : 130435
  - 우안시 : 130481
- 싱타이시 : 130500
  - 시할구 : 130501
  - 샹두구 : 130502
  - 신두구 : 130503
  - 런쩌구 : 130505
  - 난허구 : 130506
  - 싱타이현 : 130521
  - 린청현 : 130522
  - 네이추현 : 130523
  - 바이샹현 : 130524
  - 룽야오현 : 130525
  - 닝진현 : 130528
  - 쥐루현 : 130529
  - 신허현 : 130530
  - 광쭝현 : 130531
  - 핑샹현 : 130532
  - 웨이현 : 130533
  - 칭허현 : 130534
  - 린시현 : 130535
  - 난궁시 : 130581
  - 사허시 : 130582
- 바오딩시 : 130600
  - 시할구 : 130601
  - 징슈구 : 130602
  - 롄츠구 : 130606
  - 만청구 : 130607
  - 칭위안구 : 130608
  - 쉬수이구 : 130609
  - 라이수이현 : 130623
  - 푸핑현 : 130624
  - 딩싱현 : 130626
  - 탕현 : 130627
  - 가오양현 : 130628
  - 룽청현 : 130629
  - 라이위안현 : 130630
  - 왕두현 : 130631
  - 안신현 : 130632
  - 이현 : 130633
  - 취양현 : 130634
  - 리현 : 130635
  - 순핑현 : 130636
  - 보예현 : 130637
  - 슝현 : 130638
  - 줘저우시 : 130681
  - 딩저우시 : 130682
  - 안궈시 : 130683
  - 가오베이뎬시 : 130684
- 장자커우시 : 130700
  - 시할구 : 130701
  - 차오둥구 : 130702
  - 차오시구 : 130703
  - 쉬안화구 : 130705
  - 샤화위안구 : 130706
  - 완취안구 : 130708
  - 충리구 : 130709
  - 장베이현 : 130722
  - 캉바오현 : 130723
  - 구위안현 : 130724
  - 상이현 : 130725
  - 위현 : 130726
  - 양위안현 : 130727
  - 화이안현 : 130728
  - 화이라이현 : 130730
  - 줘루현 : 130731
  - 츠청현 : 130732
- 청더시 : 130800
  - 시할구 : 130801
  - 솽차오구 : 130802
  - 솽롼구 : 130803
  - 잉서우잉쯔 광구 : 130804
  - 청더현 : 130821
  - 싱룽현 : 130822
  - 롼핑현 : 130824
  - 룽화현 : 130825
  - 펑닝 만족 자치현 : 130826
  - 콴청 만족 자치현 : 130827
  - 웨이창 만족 몽골족 자치현 : 130828
  - 핑취안시 : 130881
- 창저우시 : 130900
  - 시할구 : 130901
  - 신화구 : 130902
  - 윈허구 : 130903
  - 창현 : 130921
  - 칭현 : 130922
  - 둥광현 : 130923
  - 하이싱현 : 130924
  - 옌산현 : 130925
  - 쑤닝현 : 130926
  - 난피현 : 130927
  - 우차오현 : 130928
  - 셴현 : 130929
  - 멍춘 후이족 자치현 : 130930
  - 보터우시 : 130981
  - 런추시 : 130982
  - 황화시 : 130983
  - 허젠시 : 130984
- 랑팡시 : 131000
  - 시할구 : 131001
  - 안치구 : 131002
  - 광양구 : 131003
  - 구안현 : 131022
  - 융칭현 : 131023
  - 샹허현 : 131024
  - 다청현 : 131025
  - 원안현 : 131026
  - 다창 후이족 자치현 : 131028
  - 바저우시 : 131081
  - 싼허시 : 131082
- 헝수이시 : 131100
  - 시할구 : 131101
  - 타오청구 : 131102
  - 지저우구 : 131103
  - 짜오창현 : 131121
  - 우이현 : 131122
  - 우창현 : 131123
  - 라오양현 : 131124
  - 안핑현 : 131125
  - 구청현 : 131126
  - 징현 : 131127
  - 푸청현 : 131128
  - 선저우시 : 131182

### 산시성: 140000
- 타이위안시 : 140100
  - 시할구 : 140101
  - 샤오뎬구 : 140105
  - 잉쩌구 : 140106
  - 싱화링구 : 140107
  - 젠차오핑구 : 140108
  - 완바이린구 : 140109
  - 진위안구 : 140110
  - 칭쉬현 : 140121
  - 양취현 : 140122
  - 뤄판현 : 140123
  - 구자오시 : 140181
- 다퉁시 : 140200
  - 시할구 : 140201
  - 핑청구 : 140202
  - 윈강구 : 140211
  - 신룽구 : 140212
  - 윈저우구 : 140213
  - 양가오현 : 140221
  - 톈전현 : 140222
  - 광링현 : 140223
  - 링추현 : 140224
  - 훈위안현 : 140225
  - 쭤윈현 : 140226
- 양취안시 : 140300
  - 시할구 : 140301
  - 청구 : 140302
  - 쾅구 : 140303
  - 자오구 : 140311
  - 핑딩현 : 140321
  - 위현 : 140322
- 창즈시 : 140400
  - 시할구 : 140401
  - 루저우구 : 140411
  - 루청구 : 140412
  - 상당구 : 140413
  - 툰류구 : 140414
  - 샹위안현 : 140423
  - 핑순현 : 140425
  - 리청현 : 140426
  - 후관현 : 140427
  - 장쯔현 : 140428
  - 우샹현 : 140429
  - 친현 : 140430
  - 친위안현 : 140431
- 진청시 : 140500
  - 시할구 : 140501
  - 청구 : 140502
  - 친수이현 : 140521
  - 양청현 : 140522
  - 링촨현 : 140524
  - 쩌저우현 : 140525
  - 가오핑시 : 140581
- 숴저우시 : 140600
  - 시할구 : 140601
  - 숴청구 : 140602
  - 핑루구 : 140603
  - 산인현 : 140621
  - 잉현 : 140622
  - 유위현 : 140623
  - 화이런시 : 140681
- 진중시 : 140700
  - 시할구 : 140701
  - 위츠구 : 140702
  - 타이구구 : 140703
  - 위서현 : 140721
  - 쭤취안현 : 140722
  - 허순현 : 140723
  - 시양현 : 140724
  - 서우양현 : 140725
  - 치현 : 140727
  - 핑야오현 : 140728
  - 링스현 : 140729
  - 제슈시 : 140781
- 윈청시 : 140800
  - 시할구 : 140801
  - 옌후구 : 140802
  - 린이현 : 140821
  - 완룽현 : 140822
  - 원시현 : 140823
  - 지산현 : 140824
  - 신장현 : 140825
  - 장현 : 140826
  - 위안취현 : 140827
  - 샤현 : 140828
  - 핑루현 : 140829
  - 루이청현 : 140830
  - 융지시 : 140881
  - 허진시 : 140882
- 신저우시 : 140900
  - 시할구 : 140901
  - 신푸구 : 140902
  - 딩샹현 : 140921
  - 우타이현 : 140922
  - 다이현 : 140923
  - 판스현 : 140924
  - 닝우현 : 140925
  - 징러현 : 140926
  - 선츠현 : 140927
  - 우자이현 : 140928
  - 커란현 : 140929
  - 허취현 : 140930
  - 바오더현 : 140931
  - 팡관현 : 140932
  - 위안핑시 : 140981
- 린펀시 : 141000
  - 시할구 : 141001
  - 야오두구 : 141002
  - 취워현 : 141021
  - 이청현 : 141022
  - 샹펀현 : 141023
  - 훙둥현 : 141024
  - 구현 : 141025
  - 안쩌현 : 141026
  - 푸산현 : 141027
  - 지현 : 141028
  - 샹닝현 : 141029
  - 다닝현 : 141030
  - 시현 : 141031
  - 융허현 : 141032
  - 푸현 : 141033
  - 펀시현 : 141034
  - 허우마시 : 141081
  - 훠저우시 : 141082
- 뤼량시 : 141100
  - 시할구 : 141101
  - 리스구 : 141102
  - 원수이현 : 141121
  - 자오청현 : 141122
  - 싱현 : 141123
  - 린현 : 141124
  - 류린현 : 141125
  - 스러우현 : 141126
  - 란현 : 141127
  - 팡산현 : 141128
  - 중양현 : 141129
  - 자오커우현 : 141130
  - 샤오이시 : 141181
  - 펀양시 : 141182

### 내몽골 자치구: 150000
- 후허하오터시 : 150100
  - 시할구 : 150101
  - 신청구 : 150102
  - 후이민구 : 150103
  - 위취안구 : 150104
  - 싸이한구 : 150105
  - 투모터 좌기 : 150121
  - 퉈커퉈현 : 150122
  - 허린거얼현 : 150123
  - 칭수이허현 : 150124
  - 우촨현 : 150125
- 바오터우시 : 150200
  - 시할구 : 150201
  - 둥허구 : 150202
  - 쿤두룬구 : 150203
  - 칭산구 : 150204
  - 스과이구 : 150205
  - 바이윈얼보 광구 : 150206
  - 주위안구 : 150207
  - 투모터 우기 : 150221
  - 구양현 : 150222
  - 다얼한마오밍안 연합기 : 150223
- 우하이시 : 150300
  - 시할구 : 150301
  - 하이보완구 : 150302
  - 하이난구 : 150303
  - 우다구 : 150304
- 츠펑시 : 150400
  - 시할구 : 150401
  - 훙산구 : 150402
  - 위안바오산구 : 150403
  - 쑹산구 : 150404
  - 아루커얼친 기 : 150421
  - 바린 좌기 : 150422
  - 바린 우기 : 150423
  - 린시현 : 150424
  - 커스커텅 기 : 150425
  - 웡뉴터 기 : 150426
  - 카라친 기 : 150428
  - 닝청현 : 150429
  - 아오한 기 : 150430
- 퉁랴오시 : 150500
  - 시할구 : 150501
  - 커얼친구 : 150502
  - 커얼친 좌익중기 : 150521
  - 커얼친 좌익후기 : 150522
  - 카이루현 : 150523
  - 쿠룬 기 : 150524
  - 나이만 기 : 150525
  - 짜루터 기 : 150526
  - 훠린궈러시 : 150581
- 어얼둬쓰시 : 150600
  - 시할구 : 150601
  - 둥성구 : 150602
  - 캉바스구 : 150603
  - 다라터 기 : 150621
  - 준거얼 기 : 150622
  - 어퉈커 전기 : 150623
  - 어퉈커 기 : 150624
  - 항진 기 : 150625
  - 우선 기 : 150626
  - 이진훠뤄 기 : 150627
- 후룬베이얼시 : 150700
  - 시할구 : 150701
  - 하이라얼구 : 150702
  - 자라이눠얼구 : 150703
  - 아룽 기 : 150721
  - 모린다와 다우르족 자치기 : 150722
  - 오로촌 자치기 : 150723
  - 에벤크족 자치기 : 150724
  - 천바얼후 기 : 150725
  - 신바얼후 좌기 : 150726
  - 신바얼후 우기 : 150727
  - 만저우리시 : 150781
  - 야커스시 : 150782
  - 자란툰시 : 150783
  - 어얼구나시 : 150784
  - 건허시 : 150785
- 바옌나오얼시 : 150800
  - 시할구 : 150801
  - 린허구 : 150802
  - 우위안현 : 150821
  - 덩커우현 : 150822
  - 우라터 전기 : 150823
  - 우라터 중기 : 150824
  - 우라터 후기 : 150825
  - 항진 후기 : 150826
- 우란차부시 : 150900
  - 시할구 : 150901
  - 지닝구 : 150902
  - 줘쯔현 : 150921
  - 화더현 : 150922
  - 상두현 : 150923
  - 싱허현 : 150924
  - 량청현 : 150925
  - 차하얼 우익전기 : 150926
  - 차하얼 우익중기 : 150927
  - 차하얼 우익후기 : 150928
  - 쓰쯔왕 기 : 150929
  - 펑전시 : 150981
- 싱안맹 : 152200
  - 우란하오터시 : 152201
  - 아얼산시 : 152202
  - 커얼친 우익전기 : 152221
  - 커얼친 우익중기 : 152222
  - 짜라이터 기 : 152223
  - 투취안현 : 152224
- 시린궈러맹 : 152500
  - 얼롄하오터시 : 152501
  - 시린하오터시 : 152502
  - 아바가 기 : 152522
  - 쑤니터 좌기 : 152523
  - 쑤니터 우기 : 152524
  - 둥우주무친 기 : 152525
  - 시우주무친 기 : 152526
  - 타이푸쓰 기 : 152527
  - 샹황 기 : 152528
  - 정샹바이 기 : 152529
  - 정란 기 : 152530
  - 둬룬현 : 152531
- 아라산맹 : 152900
  - 아라산 좌기 : 152921
  - 아라산 우기 : 152922
  - 어지나 기 : 152923

## 같이 보기
- 중화인민공화국의 행정 구역
- 중화인민공화국의 행정 구역 코드 번호
  - 2구역
  - 3구역
  - 4구역
  - 5구역
  - 6구역